# Tetracheledone
Tetracheledone is een geslacht van inktvissen uit de familie van Megaleledonidae.

## Soorten
- Tetracheledone spinicirrhus Voss, 1955